# Arquata Scrivia
Arquata Scrivia – miejscowość i gmina we Włoszech, w regionie Piemont, w prowincji Alessandria.
Według danych na styczeń 2010 gminę zamieszkiwało 6165 osób przy gęstości zaludnienia 203,1 os./1 km².
W miejscowości znajduje się stacja kolejowa Arquata Scrivia.